# Dinastía Walashma
La dinastía Walashma fue una familia nobiliar musulmana establecida en el Cuerno de África que gobernó los sultanatos de Ifat y Adel o Adal, cuyos territorios se extendieron por los actuales Yibuti, Etiopía y Somalia. Según el historiador egipcio de los siglos XIV-XV Al-Maqrizi, Umar Walashma fundó la dinastía. Éste hubiera pertenecido al clan Banu Hashim, parte del grupo tribal quraysh.
Barakat ibn Umar Din, último titular conocido de la dinastía, fue vencido en Harare en 1559.

## Soberanos Walashma
- Haqq ad-Din I
- Sabr ad-Din I
- Jamal ad-Din I
- Ali ibn Sabr ad-Din
- Ahmad ibn Ali
- Haqq ad-Din II
- Sa'ad ad-Din II
- Sabr ad-Din II
- Mansur ad-Din of Adal
- Jamal ad-Din II
- Badlay ibn Sa'ad ad-Din
- Muhammad ibn Badlay
- Shams ad-Din ibn Muhammad
- Muhammad ibn Azhar ad-Din
- Abu Bakr ibn Muhammad
- Umar Din
- Ali ibn Umar Din
- Barakat ibn Umar Din